# Futbol Club Barcelona 2019-2020 (femminile)
Questa voce raccoglie le informazioni riguardanti il Futbol Club Barcelona nelle competizioni ufficiali della stagione 2019-2020.

## Maglie e sponsor
| Casa        | Trasferta   | Terza divisa | Quarta divisa |
| 1° portiere | 2° portiere | 3° portiere  |               |

## Organigramma societario
Area direttiva
- Presidente: Josep Maria Bartomeu
- Primo vicepresidente e responsabile delle attività sociali: Jordi Cardoner
- Terzo vicepresidente e responsabile di "Espai Barça": Jordi Moix
- Quarto vicepresidente e tesoriere: Enrique Tombas
- Responsabile area tecnologica: Dídac Lee
- Direttore della sezione basket: Joan Bladé
- Rappresentante alla LFP e alla RFEF: Javier Bordas
- Responsabile relazioni dei calciatori e statuto economico: Silvio Elías
- Responsabile servizi e sicurezza: Josep Ramon Vidal-Abarca
- Presidente commissione attività sociali: Pau Vilanova
- Segretario: Jordi Calsamiglia
- Vicesegretario: Maria Teixidor
- Membri del board: Jordi Argemí, Marta Plana, Josep Pont, Emili Rousaud, Oriol Tomàs
- Responsabile accademia calcio amateur: Xavier Vilajoana

Area tecnica
- Allenatore: Ernesto Valverde (fino al 13 gennaio 2020), Quique Setién
- Vice allenatore: Jon Aspiazu
- Collaboratore tecnico: Joan Barbarà
- Preparatori atletici: José Antonio Pozanco, Edu Pons, Antonio Gómez
- Allenatore dei portieri: José Ramón de la Fuente

## Rosa
Rosa, ruoli e numeri di maglia come da sito ufficiale, aggiornati all'11 settembre 2019.
| N. |                        | Ruolo | Calciatrice            |
| -- | ---------------------- | ----- | ---------------------- |
| 1  | Spagna (bandiera)      | P     | Sandra Paños           |
| 3  | Paesi Bassi (bandiera) | D     | Stefanie van der Gragt |
| 4  | Spagna (bandiera)      | D     | María León             |
| 5  | Spagna (bandiera)      | D     | Melanie Serrano Pérez  |
| 6  | Spagna (bandiera)      | C     | Victoria Losada        |
| 7  | Spagna (bandiera)      | A     | Jennifer Hermoso       |
| 8  | Spagna (bandiera)      | D     | Marta Torrejón         |
| 9  | Spagna (bandiera)      | A     | Mariona Caldentey      |
| 10 | Francia (bandiera)     | C     | Kheira Hamraoui        |
| 11 | Spagna (bandiera)      | C     | Alexia Putellas        |
| 12 | Spagna (bandiera)      | C     | Patricia Guijarro      |
| 13 | Messico (bandiera)     | P     | Pamela Tajonar         |

| N. |                        | Ruolo | Calciatrice            |
| -- | ---------------------- | ----- | ---------------------- |
| 14 | Spagna (bandiera)      | C     | Aitana Bonmatí         |
| 15 | Spagna (bandiera)      | D     | Leila Ouahabi          |
| 16 | Norvegia (bandiera)    | A     | Caroline Graham Hansen |
| 17 | Spagna (bandiera)      | D     | Andrea Pereira         |
| 19 | Spagna (bandiera)      | A     | Candela Andújar        |
| 20 | Nigeria (bandiera)     | A     | Asisat Oshoala         |
| 21 | Spagna (bandiera)      | A     | Andrea Falcón          |
| 22 | Paesi Bassi (bandiera) | A     | Lieke Martens          |
| 23 | Spagna (bandiera)      | A     | Carla Armengol         |
| 24 | Spagna (bandiera)      | A     | Claudia Pina           |
| 25 | Spagna (bandiera)      | P     | Gemma Font             |
| 26 | Spagna (bandiera)      | D     | Laia Codina            |

## Calciomercato

### Sessione estiva(dal 1º luglio al 2 settembre)
| Acquisti         | Acquisti               | Acquisti        | Acquisti   |
| R.               | Nome                   | da              | Modalità   |
| ---------------- | ---------------------- | --------------- | ---------- |
| P                | Catalina Coll          | Collerense      | definitivo |
| D                | Andrea Falcón          | Atlético Madrid | svincolata |
| A                | Caroline Graham Hansen | Wolfsburg       | svincolata |
| A                | Jennifer Hermoso       | Atlético Madrid | svincolata |
| A                | Asisat Oshoala         | Dalian          | definitivo |
| Altre operazioni |                        |                 |            |
| R.               | Nome                   | da              | Modalità   |
|                  |                        |                 |            |

| Cessioni         | Cessioni        | Cessioni        | Cessioni   |
| R.               | Nome            | a               | Modalità   |
| ---------------- | --------------- | --------------- | ---------- |
| C                | Gemma Gili      | Levante         | definitivo |
| A                | Andressa Alves  | Roma            | definitivo |
| A                | Nataša Andonova | Levante         | definitivo |
| A                | Toni Duggan     | Atlético Madrid | definitivo |
| A                | Bárbara Latorre | Real Sociedad   | definitivo |
| Altre operazioni |                 |                 |            |
| R.               | Nome            | a               | Modalità   |
|                  |                 |                 |            |

## Risultati

### Coppa della Regina
| Arbitro: | María Romero Navarro |

|  |           |                                                |
|  | Marcatori | 43’, 71’ Osohala 48’ Hermoso 67’ Graham Hansen |

| Arbitro: | Olatz Rivera Olmedo |

|               |           |  |
| Hamraoui 120’ | Marcatori |  |

| Arbitro: | Gallastegui Pérez |

|                                                                       |           |  |
| Oshoala 4’, 38’ Graham Hansen 18’ Guijarro 21’ Melanie 68’ Aitana 72’ | Marcatori |  |

| Arbitro: | González González |

|                                          |           |  |
| Alexia 42’ (rig.) Aitana 44’ Hermoso 61’ | Marcatori |  |

### Women's Champions League
| Arbitro: | Kateryna Monzul' |

|  |           |                           |
|  | Marcatori | 39’ Putellas 72’ Torrejón |

| Arbitro: | Esther Staubli |

|                                 |           |              |
| Putellas 32’ Girelli 38’ (aut.) | Marcatori | 79’ Stašková |

| Arbitro: | Rebecca Welch |

|                                                      |           |  |
| Oshoala 6’ Torrejón 20’ Bonmatí 22’, 26’ Hermoso 85’ | Marcatori |  |

| Arbitro: | Katalin Kulcsár |

|                 |           |                                       |
| Ogbiagbevha 60’ | Marcatori | 67’ Putellas 80’ Mariona 85’ Guijarro |

| Arbitro: | Stéphanie Frappart |

|  |           |              |
|  | Marcatori | 80’ Hamraoui |

| Arbitro: | Katalin Kulcsár |

|           |           |  |
| Rolfö 58’ | Marcatori |  |

### Supercoppa spagnola
| Arbitro: | Martínez Madrona |

|                      |           |                                      |
| Duggan 4’ Corral 62’ | Marcatori | 12’ Guijarro 28’ Martens 43’ Oshoala |

| Arbitro: | de Aza |

|          |           |                                                                                     |
| Manu 63’ | Marcatori | 5’, 33’, 56’, 78’ Torrejón 7’, 44’ Putellas 35’, 51’ Oshoala 37’ Hansen 75’ Andújar |

## Statistiche

### Statistiche di squadra
| Competizione             | Punti | In casa | In casa | In casa | In casa | In casa | In casa | In trasferta | In trasferta | In trasferta | In trasferta | In trasferta | In trasferta | Totale | Totale | Totale | Totale | Totale | Totale | DR   |
| Competizione             | Punti | G       | V       | N       | P       | Gf      | Gs      | G            | V            | N            | P            | Gf           | Gs           | G      | V      | N      | P      | Gf     | Gs     | DR   |
| ------------------------ | ----- | ------- | ------- | ------- | ------- | ------- | ------- | ------------ | ------------ | ------------ | ------------ | ------------ | ------------ | ------ | ------ | ------ | ------ | ------ | ------ | ---- |
| Primera División         | 59    | 11      | 11      | 0       | 0       | 55      | 5       | 10           | 8            | 2            | 0            | 31           | 1            | 21     | 19     | 2      | 0      | 86     | 6      | +80  |
| Coppa della Regina       | -     | 3       | 3       | 0       | 0       | 10      | 0       | 1            | 1            | 0            | 0            | 4            | 0            | 4      | 4      | 0      | 0      | 14     | 0      | +14  |
| Women's Champions League | -     | 2       | 2       | 0       | 0       | 7       | 1       | 4            | 3            | 0            | 1            | 6            | 2            | 6      | 5      | 0      | 1      | 13     | 3      | +10  |
| Supercoppa spagnola      | -     | -       | -       | -       | -       | -       | -       | 2            | 2            | 0            | 0            | 13           | 3            | 2      | 2      | 0      | 0      | 13     | 3      | +10  |
| Totale                   | -     | 16      | 16      | 0       | 0       | 72      | 6       | 17           | 14           | 2            | 1            | 54           | 6            | 33     | 30     | 2      | 1      | 126    | 12     | +114 |

### Andamento in campionato
| Giornata  | 1 | 2 | 3 | 4 | 5 | 6 | 7 | 8 | 9 | 10 | 11 | 12 | 13 | 14 | 15 | 16 | 17 | 18 | 19 | 20 | 21 | 22 | 23 | 24 | 25 | 26 | 27 | 28 | 29 | 30 |
| --------- | - | - | - | - | - | - | - | - | - | -- | -- | -- | -- | -- | -- | -- | -- | -- | -- | -- | -- | -- | -- | -- | -- | -- | -- | -- | -- | -- |
| Luogo     | C | T | C | T | T | C | T | C | T | C  | T  | C  | T  | C  | T  | T  | C  | T  | C  | C  | T  | C  | T  | C  | T  | C  | T  | C  | T  | C  |
| Risultato | V | N | V | V | V | V | V | V | V | V  | V  | V  | V  | V  | V  | V  | V  | N  | V  | V  | V  | -  | -  | -  | -  | -  | -  | -  | -  | -  |
| Posizione |   |   |   |   |   |   |   |   |   |    |    |    |    |    |    |    |    |    |    |    | 1  |    |    |    |    |    |    |    |    |    |

Legenda:

Luogo: C = Casa; T = Trasferta. Risultato: V = Vittoria; N = Pareggio; P = Sconfitta.

### Statistiche delle giocatrici
Sono in corsivo le giocatrici che hanno lasciato il club a stagione in corso.
| Giocatore    | Primera División | Primera División | Primera División | Primera División | Coppa della Regina | Coppa della Regina | Coppa della Regina | Coppa della Regina | Supercoppa spagnola | Supercoppa spagnola | Supercoppa spagnola | Supercoppa spagnola | UEFA Champions League | UEFA Champions League | UEFA Champions League | UEFA Champions League | Totale   | Totale | Totale      | Totale     |
| Giocatore    | Presenze         | Reti             | Ammonizioni      | Espulsioni       | Presenze           | Reti               | Ammonizioni        | Espulsioni         | Presenze            | Reti                | Ammonizioni         | Espulsioni          | Presenze              | Reti                  | Ammonizioni           | Espulsioni            | Presenze | Reti   | Ammonizioni | Espulsioni |
| ------------ | ---------------- | ---------------- | ---------------- | ---------------- | ------------------ | ------------------ | ------------------ | ------------------ | ------------------- | ------------------- | ------------------- | ------------------- | --------------------- | --------------------- | --------------------- | --------------------- | -------- | ------ | ----------- | ---------- |
| M. Caldentey | 17               | 6                | 0                | 0                | 4                  | 0                  | 0                  | 0                  | 2                   | 0                   | 0                   | 0                   | 6                     | 1                     | 1                     | 0                     | 29       | 7      | 1           | 0          |
| L. Martens   | 12               | 1                | 1                | 0                | 3                  | 0                  | 1                  | 0                  | 2                   | 1                   | 0                   | 0                   | 2                     | 0                     | 0                     | 0                     | 19       | 2      | 2           | 0          |